# Konklave 1730

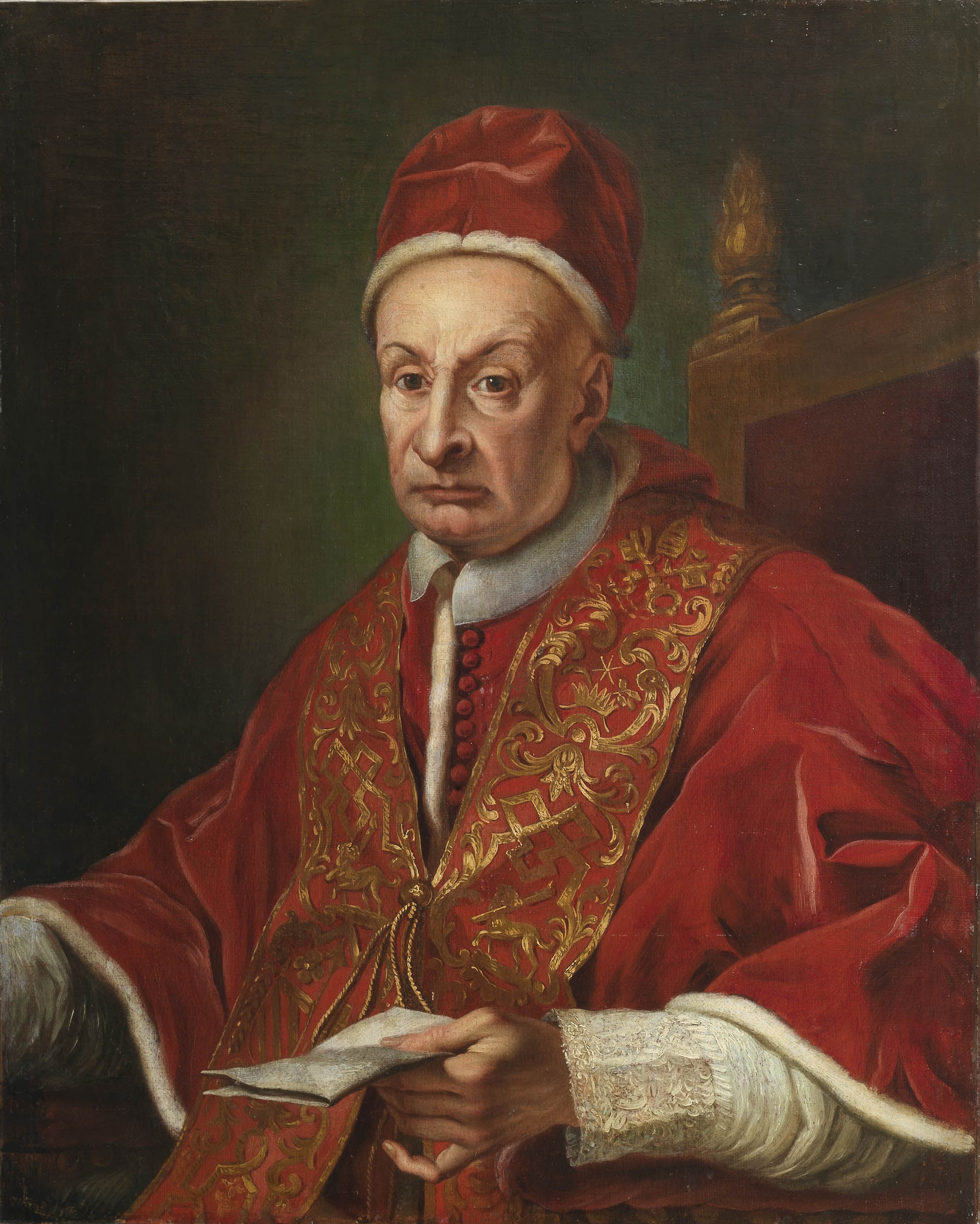
Benedikt XIII.

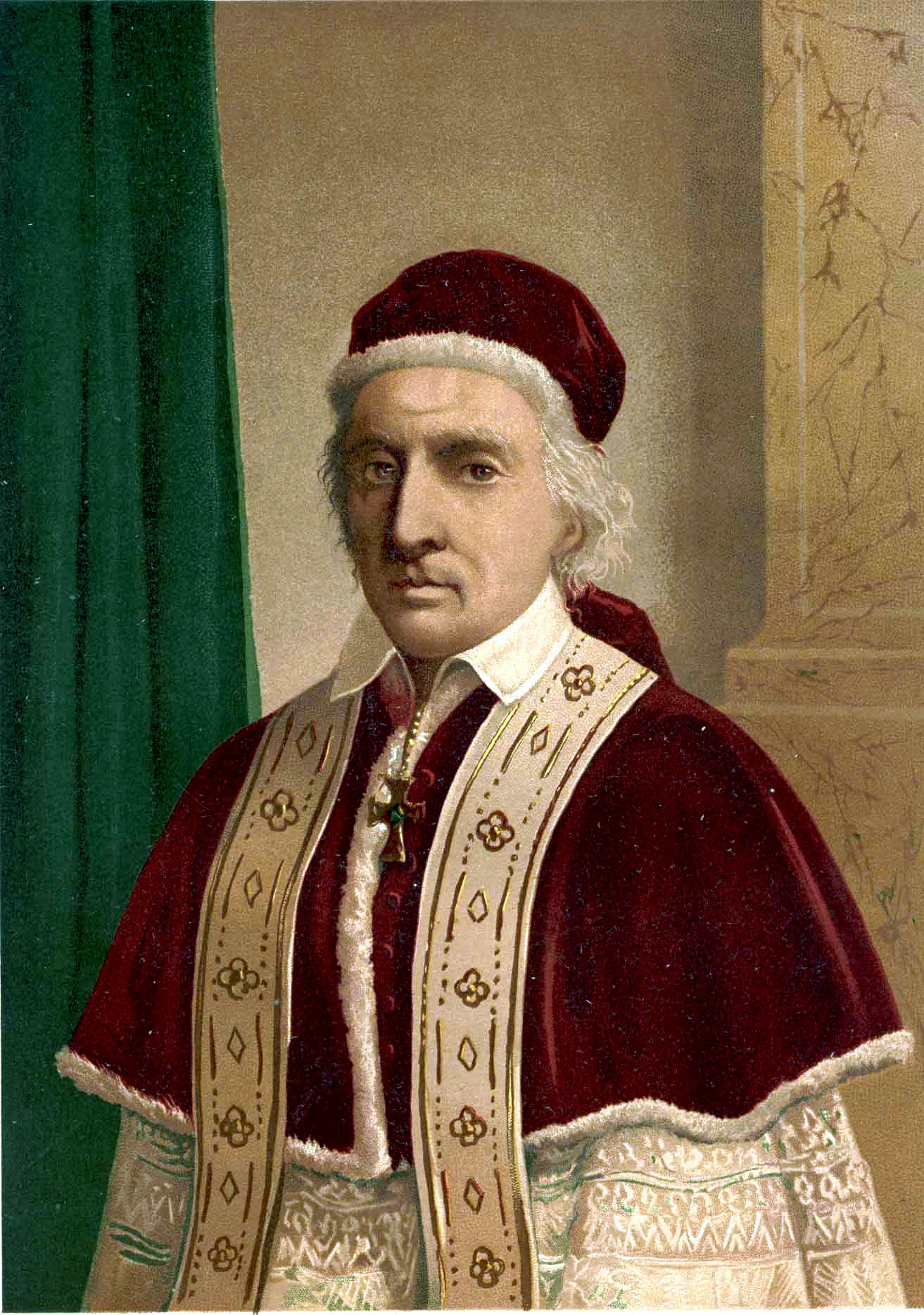
Clemens XII.

Das Konklave von 1730 dauerte vom 5. März 1730 bis 12. Juli 1730 und wählte Clemens XII. als Nachfolger von Benedikt XIII.

## Hintergrund
Papst Benedikt XIII. starb am 21. Februar 1730 im Alter von 81 Jahren. Das folgende Konklave ist das längste und wird als das korrupteste des 18. Jahrhunderts angesehen. Es wurde am 5. März mit 30 Kardinälen eröffnet, als noch viele Kardinäle auf der Anreise waren, in der Spitze nahmen 56 Kardinäle teil. Die Kardinäle aus Portugal fehlten aufgrund von Spannungen zwischen Rom und Lissabon. Im Lauf des Konklaves wurde fast die Hälfte das Kardinäle für die Nachfolge vorgeschlagen.

## Fraktionen
Eine Fraktion bildeten die 12 Kardinäle, die Benedikt XIII. ernannt hatte, sie stand jedoch nicht unter einer einheitlichen Führung. Eine zweite Gruppe waren die von Papst Alexander VIII. ernannten Kardinäle, die mit den französischen Kardinälen verbündet waren, die wiederum die Interessen Ludwigs XV. vertraten. Die „kaiserlichen“ Kardinäle waren alle Untertanen Karls VI., darunter auch Giovanni Antonio Davia, der frühere Nuntius in Wien, der ein Gehalt vom kaiserlichen Hof bezog. Die spanische Partei war untereinander zerstritten, hielt aber in weiten Teilen zum Kaiser. Darüber hinaus gab es eine savoyardische Fraktion, die Viktor Amadeus II. vertrat, den König von Sardinen, die Zelanti, die sich weltlicher Einmischung widersetzten und schließlich die toskanische Fraktion (unter Großherzog Gian Gastone de’ Medici), die mit finanziellen Mitteln versuchte, Lorenzo Corsini durchzubringen.
Keine dieser Fraktionen war für sich stark genug, um ihrem Kandidaten die erforderliche Stimmenzahl zu bringen.

## Politische Einflüsse
Von etwa 1600 bis zum Beginn des 20. Jahrhunderts reklamierten einige katholische Monarchen für sich das ius exclusivae, d. h. ein Vetorecht zur Papstwahl, das von einem der Kronkardinäle vorgebracht werden konnte. Jeder Staat, der das Veto einforderte, durfte einmal pro Konklave das Recht ausüben. Daher wartete man mit dem Veto bis zum letzten Moment, bis die Papstwahl kurz vor einem Ergebnis stand. Dieses Konklave sah ein ausgefeiltes Manövrieren der verschiedenen Parteien, eine andere zu veranlassen, ihr Veto vorzeitig einzulegen. Die spanische Partei hingegen droht mit dem Auszug aus dem Konklave, sollte ein Oppositionskandidat vor der Wahl zum Papst stehen.
Kardinal Cornelio Bentivoglio erklärte das Veto Philipps V. von Spanien gegen die Wahl von Giuseppe Renato Imperiali – im Konklave von 1700 gehörte Imperiali einer Gruppe von Kardinälen an, die versucht hatte, dem Druck zu widerstehen, die fremde Mächte auf die Papstwahl ausübten. 1720 hatte er versucht, die Republik Genua dazu zu bringen, Kardinal Giulio Alberoni zu verhaften, einen früheren Favoriten des spanischen Hofes und späteren Herzog und Granden von Spanien. Das Veto war jedoch vom spanischen Staatssekretär und nicht vom König unterzeichnet und wurde daher angefochten. Die Dinge zogen sich hin, während ein Bote nach Madrid geschickt wurde, um eine Bestätigung zu erhalten.
Der Kaiser hatte seine Opposition zu Kardinal Pier Marcellino Corradini zugesandt, als dieser mit 30 Stimmen in Führung lag. Corradini hatte sich den kaiserlichen Versuchen widersetzt, Einfluss auf den Kirchenstaat zu nehmen, sowie den Versuchen Hugo Franz von Fürstenberg zum Bischof von Hildesheim zu machen.
Mitte Mai erlebte Italien eine Reihe von Erdbeben. Die Spannung war hoch, sowohl im Konklave als auch außerhalb, da viele das Erdbeben als göttliches Zeichen des Missfallens über die Unfähigkeit der Kardinäle, einen Papst zu wählen, deuteten.

## Ergebnis
Schließlich überzeugt Kardinal Juan Álvaro Cienfuegos Villazón die deutschen Kardinäle, Lorenzo Corsini als Alternative zu Corradini zu akzeptieren. Die spanische und die französische Fraktion stimmten zu. Nach monatelangem Streit wurde Corsini am 12. Juli 1730 gewählt; er übernahm den Namen seines Förderers und nannte sich Clemens XII. Er war bei seiner Wahl 78 Jahre alt und regierte fast zehn Jahre. Eine von Clemens’ ersten Handlungen war die Einsetzung einer Kommission, die Unterschlagungen durch Offizielle unter seiner Vorgängern untersuchen sollte.

## Wahlberechtigte
Mit dem Tod von Papst Benedikt XIII. am 12. Februar 1730 umfasste das Kardinalskollegium insgesamt 67 Kardinäle. Mit Beginn des Konklaves am 5. März fehlten noch viele Kardinäle zur Wahl eines neuen Kirchenoberhauptes im Vatikan. Bei der entscheidenden Wahl zum neuen Pontifex waren 52 Kardinäle anwesend. Insgesamt hatten jedoch am Konklave 55 Kardinäle teilgenommen
Die 55 Teilnehmer des Konklaves waren:
- Lorenzo Corsini, Bischof von Frascati
- Francesco Barberini Bischof von Ostia und Velletri, Subdekan
- Francesco Pignatelli, Bischof von Porto-Santa Rufina und Kardinaldekan
- Giacomo Boncompagni, Bischof von Albano
- Pietro Ottoboni, Bischof von Sabina
- Tommaso Ruffo, Bischof von Palestrina
- Giuseppe Renato Imperiali
- Annibale Albani, Camerlengo
- Ludovico Pico della Mirandola
- Giovanni Antonio Davia
- Antonio Felice Zondandari
- Pier Marcellino Corradini
- Armand Gaston Maximilien den Rohan-Soubise, Bischof von Straßburg
- Curzio Origo
- Melchior de Polignac
- Benedetto Odescalchi-Erba, Erzbischof von Mailand
- Henri-Pons de Thiard de Bissy, Bischof von Meaux
- Innico Caracciolo, Bischof von Aversa
- Niccolò Spinola
- Giberto Bartolomeo Borromeo
- Giulio Alberoni
- Giorgio Spinola
- Cornelio Bentivoglio, Kardinalminister von Spanien
- Luis Antonio Belluga y Moncada
- Michael Friedrich von Althann, Bischof von Vác
- Juan Álvaro Cienfuegos Villazón S.J.
- Lorenzo Altieri, Kardinalprotodiakon
- Carlo Colonna
- Fabio Olivieri
- Carlo Maria Marini
- Giovanni Battista Altieri der Jüngere
- Vincenzo Petra, Präfekt der Kongregation “Propaganda Fide”
- Prospero Marefoschi, Generalvikar von Rom
- Nicolò Paolo Andrea Coscia Erzbischof von Benevent
- Angelo Maria Quirini O.S.B.Cas., Bischof von Brescia
- Niccolò Maria Lercari, Kardinalstaatssekretär
- Prospero Lambertini, Bischof von Ancona, später Papst Benedikt XIV.
- Francesco Antonio Finy
- Sigismund von Kollonitz, Erzbischof von Wien
- Philipp Ludwig von Sinzendorf, Bischof von Győr
- Vincenzo Ludovico Gotti O.P:
- Leandro Porzia O.S.B.Cas., Bischof von Bergamo
- Pietro Luigi Carafa
- Giuseppe Accoramboni, Bischof von Imola
- Camillo Cibo
- Francesco Scipione Maria Borghese
- Carlo Vincenzo Maria Ferreri Thaon O.P., Bischof von Vercelli
- Alamanno Salviati
- Alessandro Albani
- Alessandro Falconieri
- Niccolò del Giudice
- Antonio Banchieri
- Carlo Collicola
- Damian Hugo Philipp von Schönborn-Buchheim, Bischof von Speyer
- Bernardo Maria Conti O.S.B.Cas., Großpönitentiar

Der Wahl ferngeblieben waren folgende 11 Kardinäle:
- Agostino Cusani, Bischof von Pavia
- Nuno da Cunha e Ataíde
- Wolfgang Hannibal von Schrattenbach, Bischof von Olmütz
- Imre Csáky, Erzbischof von Kalocsa und Bács
- Léon Potier des Gesvres
- Thomas Philippe d’Alsace-Boussu, Erzbischof von Mecheln
- Carlos Borja Centellas y Ponce de León, Patriarch von West Indien
- José Pereira de Lacerda, Bischof von Faro
- André-Hercule de Fleury, Berater in Frankreich
- Diego de Astorga y Cépedes, Erzbischof von Toledo
- João da Mota e Silva.

Der Kardinalprotodiakon Benedetto Pamphilj konnte aus gesundheitlichen Gründen nicht im Konklave erscheinen. Seine Erkrankung war so schwerwiegend, dass er am 22. März 1730, also kurz nach Konklavebeginn in der Sedisvakanz verstarb.
Die Gesamtheit der im Konklave anwesenden Kardinäle stammte aus den Pontifikaten:
- 4 Kardinäle aus dem Pontifikat von Papst Alexander VIII.
- 1 Kardinal aus dem Pontifikat von Papst Innozenz XII.
- 25 Kardinäle aus dem Pontifikat von Papst Clemens XI.
- 1 Kardinal aus dem Pontifikat von Papst Innozenz XIII.
- 24 Kardinäle aus dem Pontifikat von Papst Benedikt XIII.